# Дограмаджи, Ихсан
Ихса́н Дограмаджи́ (тур. İhsan Doğramacı; 3 апреля 1915, Эрбиль — 25 февраля 2010, Анкара) — турецкий врач-педиатр, общественный деятель.

## Биография
Ихсан Дограмаджи родился 3 апреля 1915 года в иракском городе Эрбиле в семье иракских туркменов. Его отец, Али-паша Дограмаджии, был мэром Эрбиля, а дед по материнской линии, Мехмет Али Кирдар, был членом Османского парламента Киркука.
Дограмаджи окончил медицинский факультет Стамбульского университета, затем проходил практику в одной из больниц Анкары. В 1949 году стал доцентом медицинского факультета Анкарского университета, а в 1954 году получил звание профессора. В последующие годы занимал должности ректора университета Анкары, Ближневосточного технического университета, преподавал в Парижском университете.
В 1967 году основал университет Хаджеттепе, в 1984 — Билькент, первый частный университет Турции.
Ихсан Дограмаджи был отцом троих детей. Его старший сын, Али Дограмаджи, стал ректором Билькентского университета Анкары.
Скончался 25 февраля 2010 года в больнице университета Хаджеттепе (Турция) в результате полиорганной недостаточности.

## Деятельность
Ихсан Дограмаджи стал последним из подписавших Устав Всемирной организации здравоохранения (Нью-Йорк, 1948 год).
C 1968 года Ихсан Дограмаджи был президентом, с 1977 по 1992 год — исполнительным директором, а с 1992 года — почётным президентом Международной Ассоциации Педиатров (IPA).
В 1964—1973 годах являлся членом правления Конференции европейских ректоров, с 1981 года до конца своей жизни входил в Комитет правления Международной конференции по высшему образованию.
С 1976 по 1982 год был членом Исполнительного Совета Всемирной организации здравоохранения, с 1959 по 1985 год — членом Исполнительного Комитета ЮНИСЕФ, дважды избирался Председателем правления этой организации. С 1958 по 2003 год Дограмаджи был президентом Турецкого Национального Комитета ЮНИСЕФ.
Дограмаджи был почётным членом Национальной медицинской академии Индии, Франции, Академии педиатров США, Национальной академии наук Азербайджана. Являлся учредителем «Фонда охраны здоровья семьи Ихсана Дограмаджи» в рамках Всемирной организации здравоохранения и председателем «Общества турецко-азербайджанской дружбы».

## Награды
- Государственная медаль Турецкой Республики «За выдающиеся заслуги»[тур.] (1995).
- Орден «Гейдар Алиев» (29 апреля 2005, Азербайджан) — за особые заслуги в установлении и развитии научных и культурных связей между Турецкой Республикой и Азербайджанской Республикой[7].
- Орден «Независимость» (22 апреля 2000, Азербайджан) — за большие заслуги в развитии научных и культурных связей между Азербайджанской Республикой и Турецкой Республикой[8].
- Офицер ордена Почётного легиона (1977, Франция).
- Командор ордена Заслуг перед Народной Республикой Польша (1989, Польша).
- Командорский крест ордена Льва Финляндии (Финляндия).
- Орден Креста земли Марии 3-й степени (8 февраля 2000, Эстония)[9][10].
- Большой крест ордена Христофора Колумба (1990, Доминиканская Республика).
- Орден За заслуги Санчеса, Дуарте и Меллы (1976, Доминиканская Республика).
- Медаль ордена «За заслуги» (1997, Румыния).
- Международная премия «Золотой чинар» (2009, Азербайджан).